# L'estiu (Vayreda)
L'estiu és un quadre pintat per Joaquim Vayreda i Vila realitzat l'any 1877, conservat al Museu Nacional d'Art de Catalunya de Barcelona, amb el número de registre 042363-000. Va ingressar-hi el 1947, donació de la família Coma Cros.

## Història
El llenç L'estiu va ser exposat en novembre de 1877 a la Sala Parés de Barcelona fent parella amb Recança (1876). Les dues obres tenien les mateixes mides (128 × 263 cm) i es van presentar com a visions contraposades: Recança representava el fred i la tristesa –cal recordar que Vayreda estava representant un desnonament- i L'estiu, que mostra un grup de pastores, nens i un ramat de vaques travessant un aiguamoll en una verneda, la calor i l'alegria. Va ser L'estiu però, la qual va cridar l'atenció de la crítica que la va elogiar. Es tracta d'un tema clàssic, una pastoral, i pertany a una època en què la producció de l'artista garrotxí té ressons de l'obra de Ramon Martí i Alsina, tot i que la voluntat de Vayreda era desmarcar-se'n i trobar un camí artístic personal.
Posteriorment aquesta obra ha estat treballada per Rafael Benet i Vancells, qui va ser el primer biògraf de l'artista, que va relacionar L'estiu amb una obra de Camille Corot exposada al Salon de 1846 titulada Bosc a Fontainebleau, que avui es conserva al Museum of Fine Arts de Boston, i que probablement l'olotí va tenir ocasió de veure. És cert que l'obra de Vayreda presenta moltes semblances amb de Corot pel que fa als elements com l'aigua quieta en un primer pla, o les vaques pasturant, però Vayreda els adapta a la seva persona i al context català.
Les primeres obres de Vayreda de tema religiós i pastoral com L'estiu van agradar al públic de seguida, i mostra d'això és la reproducció de L'estiu que La Ilustració Catalana el 30 de juliol de 1881 va publicar i comentar, així com va esmentar el fet que feia parella amb L'hivern o Recança.

## Descripció
En primer pla, trobem la inclusió de l'aigua quieta. La línia d'horitzó és baixa. En segon terme, i al centre trobem les figures; i com a teló de fons una massa arbòria. Al centre, un grup de pastores, nens i un ramat de vaques travessen un aiguamoll en una verneda. L'escena s'emmarca a l'estiu, en un moment de calor i d'alegria. És una composició arquitectònica. La transició entre els plans és molt clara: l'aiguamoll i les plantes aquàtiques de primer pla condueixen la mirada de l'espectador cap al grup central i cap a la clariana del fons que dona pas al cel.
A L'estiu Vayreda va tenir en compte el detall. L'autor no tenia la intenció que la pinzellada es diferenciés. La textura és plana. És una obra que tècnicament es manté en el convencionalisme amb l'ús d'una pinzellada més fina i precisa. Amb el temps, la pinzellada de Joaquim Vayreda va evolucionar i es va apropar a l'impressionisme.

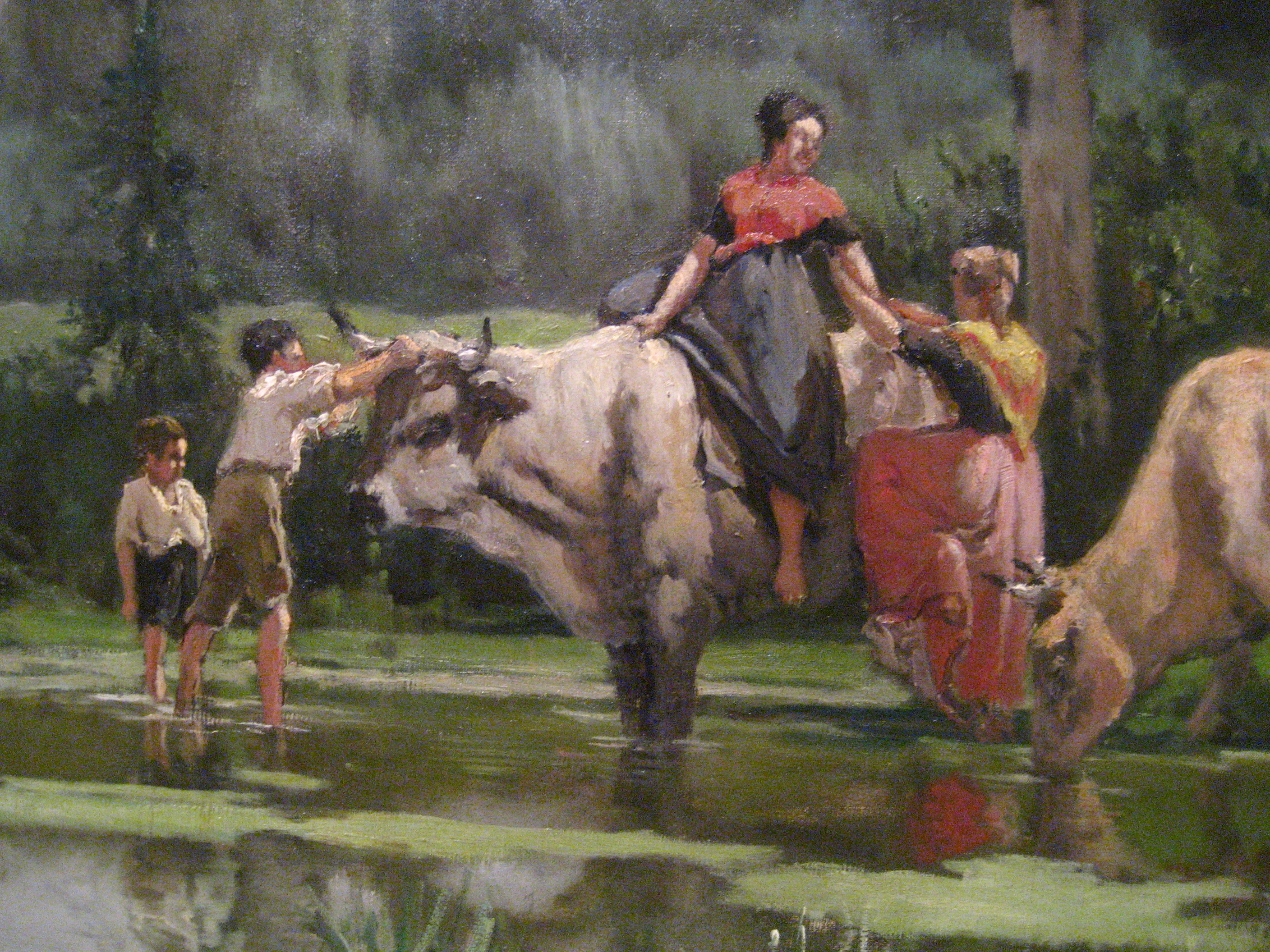
Detall de L'estiu amb el grup central de les pastores i els pastorets amb un bou

La introducció de la figura humana es fa com a part integrant de la natura. A L'estiu adquireix més protagonisme pel cromatisme diferenciat de les tonalitats verdoses i perquè es troba al centre. A més, es pot apreciar l'acció dels personatges: una pastora ajuda a pujar l'altra mentre un noiet subjecta la vaca per davant.
Les dimensions (128 × 263 cm) són poc usuals en la producció vayrediana, són més grans que la mitjana.
L'estiu participa de l'ideal de la muntanya catalana. L'Escola paisatgística d'Olot es va distingir tant pictòricament com literàriament per la construcció d'una imatge de la vida d'Olot i els seus voltants ancorada en el passat. Els personatges eren emmarcats en escenaris naturals, vestits de manera tradicional, passejant, o pasturant, i sempre eren plasmats defugint qualsevol connotació negativa. Els paisatges bucòlics defugien qualsevol mena d'indici de la industrialització que havia patit la capital de la Garrotxa, i presentaven integrats en el paisatge pastors, pastores i ramats, amb el desig d'atrapar una tradició que era superada pel pas de temps. L'obra mostra aquesta imatge ideal de la vida olotina de finals del segle xix.

## Inscripció
A la part inferior dreta del llenç es pot llegir «J. Vayreda 1877».